# Wiktar Rapinski
Wiktar Rapinski (* 17. Juni 1981) ist ein ehemaliger belarussischer Radrennfahrer.
Wiktar Rapinski wurde 2001 belarussischer Meister im Einzelzeitfahren. Daraufhin begann er beim Saturn Cycling Team. In seinem ersten Jahr gewann er ganze fünf Etappen beim International Cycling Classic und konnte so auch die Gesamtwertung für sich entscheiden. 2004 fuhr er dann ein Jahr für Navigators Insurance, bevor er 2005 zum Schweizer ProTeam Phonak Hearing Systems wechselte.

## Erfolge
1999
- Belarussischer Meister – Einzelzeitfahren

2000
- Belarussischer Meister – Einzelzeitfahren

2001
- Belarussischer Meister – Einzelzeitfahren

2002
- International Cycling Classic

2003
- Gesamtwertung Fitchburg Longsjo Classic

2004
- Tour of Somerville

## Teams
- 2002–2003 Saturn Cycling Team
- 2004 Navigators Insurance
- 2005 Phonak Hearing Systems
- 2006 Colavita Olive Oil-Sutter Home
- 2007 Navigators Insurance